# Synagoga v Skupči
Synagoga ve Skupči je bývalá židovská modlitebna ve vsi Skupeč v okrese Plzeň-sever.
Synagoga pocházející z 19. století byla později, neznámo kdy, přestavěna k obytným účelům. Obytný dům č. p. 27 stojí na východní straně ulice vedoucí k návsi.
Ve vsi pobývali Židé nejpozději od 90. let 17. století. Byly zde také domy obchodníků.